# أمير أباد (ميان كالة)
أمیر أباد (بالفارسية: امیرآباد) هي قرية تقع في إيران في قسم ميان كالة الريفي. يقدر عدد سكانها بـ 2,131 نسمة .